# Gavina de Saunders
La gavina de Saunders (Chroicocephalus saundersi) és una espècie d'ocell de la família dels làrids (Laridae), a l'ordre dels caradriformes (Charadriiformes). Tradicionalment aquesta espècie era inclosa al gènere Larus fins que en 2005 un estudi sobre la filogènia molecular de totes les espècies que fins aleshores eren incloses al gènere Larus va mostrar que aquest no era monofilètic. Això va provocar la proposta de separació de l'antic gènere Larus en sis nous gèneres, entre ells Chroicocephalus i Saundersilarus. Aquest últim seria un gènere amb una única espècie: la gavina de Saunders (Saundersilarus saundersi). No totes aquestes recomanacions van ser acceptades per la comunitat científica internacional, de fet el Congrés Ornitològic Internacional (versió 2.4, 2010) inclou aquesta espècie al gènere Chroicocephalus. No se n'han descrit subespècies.

## Morfologia
- Petita gavina que fa 29 - 32 cm de llargària.
- Coll, parts inferiors i cua blancs. Gris fosc per sobre. Primàries blanques amb marques negres.
- En estiu cap negre amb anell ocular blanc incomplet. En hivern cap blanc amb taques fosques.
- Bec negre i potes roges.[3]

## Hàbitat i distribució
Són gavines pròpies d'estuaris i aiguamolls intermareals que habita entre Xina, Japó, la Península de Corea, Rússia, Taiwan i el Vietnam. En perill per la pèrdua d'hàbitat, una de les poques zones que li resten són els aiguamolls costaners de Yancheng, on es recull aproximadament un 20% de la població mundial.